# سیکلیدهای آفریقایی
سیکلیدهای آفریقایی (نام علمی: Pseudocrenilabrinae) نام یک زیرخانواده از خانواده سیکلید است.